# Erebia pandrose
Erebia pandrose (tên tiếng Anh: Dewy Ringlet) is một thành viên thuộc the Satyrinae subfamily của Nymphalidae. Nó được tìm thấy ở the arctic areas of miền bắc Europe, den Pyrenees, Alps, dãy núi Apennine, dãy núi Carpathian, bán đảo Kola và bán đảo Kanin, part of Ural và Altai- and dãy núi Sayans up to Mông Cổ.

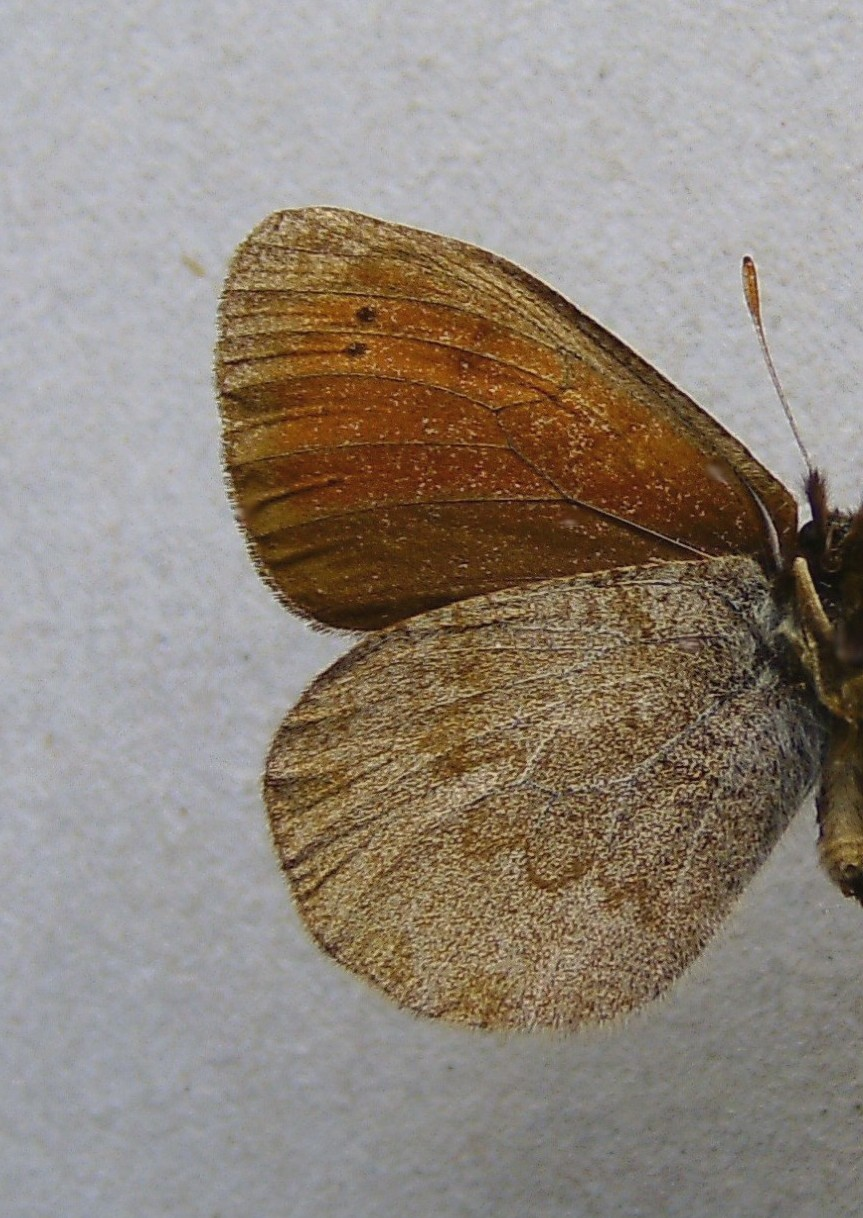
Underside

Sải cánh dài 30–38 mm. Con trưởng thành bay từ tháng 6 đến tháng 8. Có một lứa một năm.
Ấu trùng chủ yếu ăn các loài Festuca, Poa and Sesleria.

## Hình ảnh

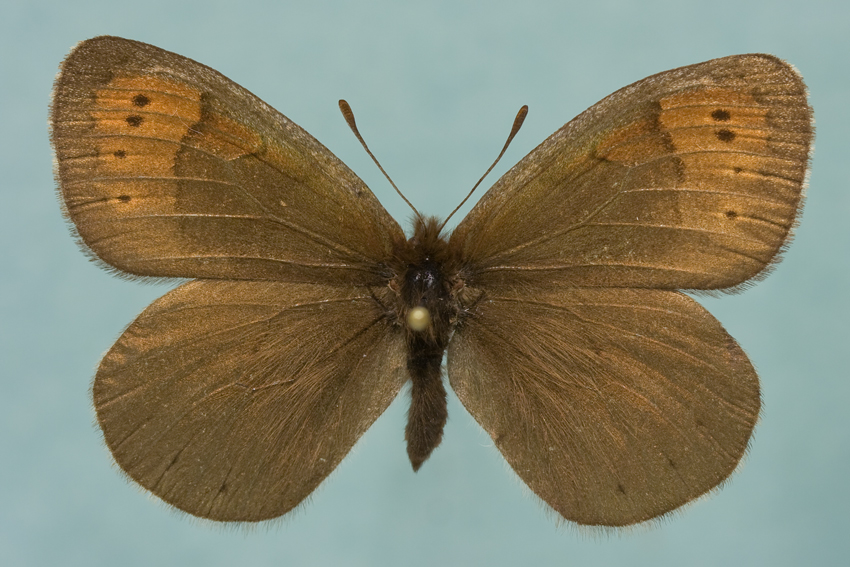
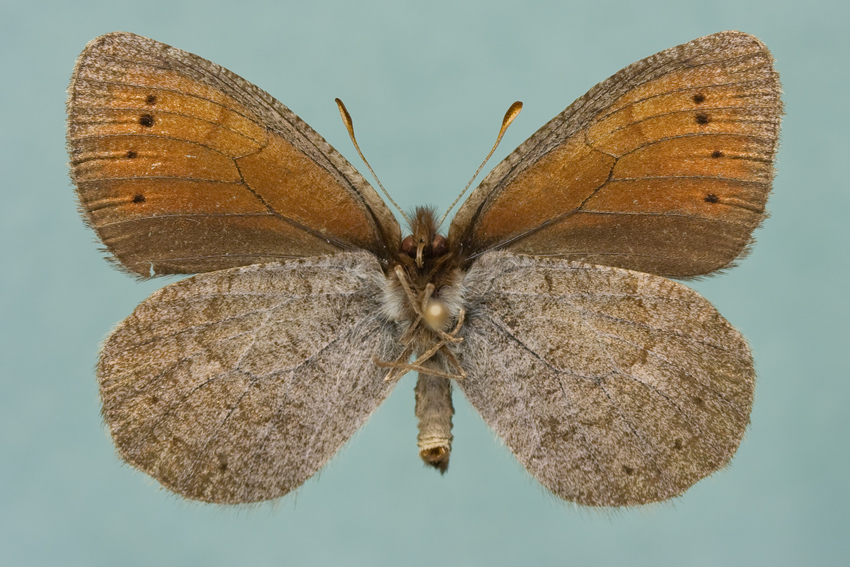